# San Sebastiano al Vesuvio
San Sebastiano al Vesuvio – miejscowość i gmina we Włoszech, w regionie Kampania, w prowincji Neapol.
Według danych na rok 2004 gminę zamieszkiwało 9851 osób, 4925,5 os./km².